# Anatolij Pristawkin
Anatolij Ignatjewicz Pristawkin (ros. Анатолий Игнатьевич Приставкин; ur. 17 października 1931 w Lubiercach, zm. 11 lipca 2008 w Moskwie) – rosyjski pisarz. Autor powieści o trudnych losach dzieci osieroconych przez wojnę, których źródłem była najczęściej jego własna biografia.

## Życiorys
Urodził się w Lubiercy w obwodzie moskiewskim, w rodzinie robotniczej. W trakcie wojny został sierotą (matka umarła na gruźlicę, a ojciec zginął na froncie), trafił do domu dziecka, uczył się w szkole rzemieślniczej, pracował w zakładzie konserw w Siernowodsku. Po wojnie rozpoczął twórczość amatorską, zaczął pisać wiersze, które od razu były publikowane w prasie. W 1952 roku ukończył Moskiewskie Technikum Awioniczne. Pracował jako elektryk, radiotelegrafista, dozorca pracy urządzeń.
Po odbyciu służby wojskowej Pristawkin wstąpił do Instytutu Literackiego im. Gorkiego, gdzie uczęszczał na seminarium Lwa Oszanina, które ukończył w 1959 roku. W tym samym czasie zadebiutował jako prozaik – w 6. numerze magazynu „Junost'” z roku 1959 został opublikowany cykl opowiadań Wojennoje dietstwo. Był korespondentem „Litieraturnoj gaziety” na budowie brackiej elektrowni wodnej, jednocześnie pracował w brygadzie betoniarzy.
W tym czasie opublikowano jego dokumentalne nowele: Moi sowriemienniki (1959), Strana Łepija (1960), Kostry w tajgie (1964) oraz powieść Gołubka (1967), która została zekranizowana pod tym samym tytułem w 1978 roku. W latach 70. i 80. wydane zostały nowele Żołnierz i chłopiec (1972) i Radiostancija „Tamara” (1978) oraz powieść Gorodok. Od 1981 roku wykładał prozę w Literackim Instytucie jako docent katedry literatury.
Światową sławę przyniosła mu opublikowana w 1987 roku nowela Nocowała ongi chmurka złota o przymusowej deportacji Czeczeńców w 1944 roku. W utworze autor zawarł własne przeżycia z wojny jako dziecko i to, co „wypaliło” mu duszę – że świat nie ma prawa istnieć, jeśli zabija dzieci. Za tę nowelę w 1988 roku Pristawkin dostał Nagrodę Państwową ZSRR. Na przestrzeni następnych paru lat książka została przetłumaczona na ponad 30 języków. W maju 1990 roku został wyemitowany pod tą samą nazwą film-dramat w reżyserii Sułambieka Mamiłowa. Kolejne powieści i nowele Pristawkina również doczekały się tłumaczeń na inne języki.
W 1991 roku stanął na czele związku ruchu niezależnych pisarzy „Apriel” przy moskiewskim oddziale Związku Pisarzy ZSRR. W tym samym czasie wszedł do centralnego komitetu międzynarodowego ruchu na rzecz zniesienia kary śmierci „Ruki procz ot Kaina”. Był również sekretarzem Związku Pisarzy Federacji Rosyjskiej, członkiem: Związku Scenarzystów Rosji, Filmowej Akademii „NIKA”, Związku Kuratorów Wszechrosyjskiej Federacji Sambo, Komitetu Wykonawczego Rosyjskiego PEN Clubu. Przez wiele lat był stałym członkiem jury Międzynarodowego Festiwalu Filmów o prawach człowieka „Stałkier”, gdzie od grudnia 2008 roku (czyli po śmierci pisarza) wręcza się corocznie specjalną nagrodę jego imienia.
Od 1992 roku był przewodniczącym komisji, a od grudnia 2001 roku radcą ds. ułaskawień przy prezydencie Federacji Rosyjskiej. Przez okres przewodniczenia (1992-2001) 57 tys. winnym został złagodzony wyrok, a prawie 13 tys. zamieniono karę śmierci na dożywocie. Doświadczenia pisarza w tej komisji zostały przedstawione w jego powieści dokumentalnej Dolina smiertnoj kazni.
W 2002 roku został laureatem Międzynarodowej Nagrody imienia Aleksandra Mienia za wkład w rozwój kulturalnej współpracy między Rosją i Niemcami w celu pokojowej budowy Europejskiego Domu. Był także laureatem Nagrody Państwowej ZSRR.
W 2008 roku, niedługo przed śmiercią, ukończył powieść Korol Monpasje Marmiełażka Pierwyj. Pomysł na książkę powstał pod koniec lat 80. XX wieku, jednakże w 1991 roku, podczas zamieszek w Rydze, rękopis przepadł z pokoju hotelowego, gdy Pristawkin na barykadach wzywał wojska do zaprzestania przemocy. W tym utworze, głównie autobiograficznym, autor wykorzystał fragmenty autorskiego śledztwa poświęconego życiu i twórczości Grigorija Karpowicza Kotoszychina – poddiaka Urzędu Poselskiego, zmuszonego uciec do Szwecji od prześladowań ze strony moskiewskiego cara Aleksieja Michajłowicza i utraconego w Sztokholmie za zabójstwo w 1667 roku. Pierwszym czytelnikiem rękopisu powieści był bliski przyjaciel pisarza Siergiej Stiepaszyn, który napisał obszerny wstęp do utworu. Książka została przedstawiona publiczności przez Marinę Pristawkiną na otwarciu Międzynarodowej Wystawy Książek w Moskwie we wrześniu 2008 roku.
Umarł 11 lipca 2008 roku w Moskwie. 14 lipca 2008 został pochowany na Cmentarzu Trojekurowskim w Moskwie.
Zgodnie z ukazem prezydenta Inguszetii Murata Ziazikowa dostał pośmiertnie order „Za Zasługi” w obszarze literatury, człowieczeństwa i przyjaźni między narodami.
W sierpniu 2008 roku w mieście Gudiermiesie (Republika Czeczeńka, Federacja Rosyjska) przemianowano ulicę Nowosielską na Anatolija Ignatjewicza Pristawkina.

## Wybrana twórczość

### Powieści i nowele
- 1959 – Moi sowriemienniki (ros. Мои современники)
- 1960 – Strana ŁEPija (ros. Страна ЛЭПия)
- 1964 – Kostry w tajgie (ros. Костры в тайге)
- 1967 – Gołubka (ros. Голубка)
- 1972 – Żołnierz i chłopiec[3] (ros. Солдат и мальчик) – polskie tłumaczenie Urszula Gutowska
- 1978 – Radiostancija „Tamara” (ros. Радиостанция «Тамара»)
- 1987 – Nocowała ongi chmurka złota[4] (ros. Ночевала тучка золотая) – polskie tłumaczenie Eugeniusz Piotr Melech
- 1988 – Kukuszata (ros. Кукушата)
- 1990 – Tichaja Bałtija (ros. Тихая Балтия)
- 1991 – Riazanka (ros. Рязанка)
- 2000 – Dolina smiertnoj tieni (ros. Долина смертной тени)
- 2004 – Wagonczik moj dalnij (ros. Вагончик мой дальний)
- 2007 – Letajuszczaja tietuszka (ros. Летающая тетушка) – zbiór bajek
- 2008 – Korol Monpasje Marmiełażka Pierwyj (ros. Король Монпасье Мармелажка Первый)
- Gorodok (ros. Городок)

### Szkice
- 1965 – Sieligier Sieligierowicz (ros. Селигер Селигерович)
- 1975 – Na Angarie (ros. На Ангаре)
- 1977 – Angara-rieka (ros. Ангара-река)
- 1981 – Angara (ros. Ангара)
- 1981 – Wozdiełaj pole swoje (ros. Возделай поле свое)
- 2009 – Wsie, czto mnie dorogo (ros. Все, что мне дорого)